# Idilă pe câmp
Idilă pe câmp (în engleză Sunnyside) este un film american de comedie din 1919 produs, scris și regizat de Charlie Chaplin pentru First National Pictures. În alte roluri interpretează actorii Edna Purviance și Tom Wilson.

## Distribuție
- Charles Chaplin - Farm handyman
- Edna Purviance - Village Belle
- Tom Wilson - Boss
- Henry Bergman - Villager and Edna's Father
- Olive Ann Alcorn - Nymph
- Tom Wood - Fat Boy
- Loyal Underwood - Fat Boy's Father
- Tammie Harding Barlow - Dancer #3
- Helen McDonough - Dancer
- Albert Austin - Village Doctor